# Reframing
Reframing (дословно — «новый подход, реформирование, реструктуризация») — музыкальный альбом 2001 года дуэта «Ёлочные игрушки» (ЁИ/EU), в который входили Илья Барамия и Александр Зайцев. Выполнен в жанрах IDM, эмбиент, электро, экспериментальная музыка.

## Релиз
24 августа 2000 года в Великобритании на бристольском лейбле PAUSE_2 Recordings был выпущен ограниченным тиражом в 500 копий двойной сингл EU «Wienn» / «Srez» в формате семидюймовой пластинки на 45 оборотов в минуту. Автором оформления значится Sphere. Это первый релиз в дискографии лейбла.
Mini-LP под названием Reframing из восьми IDM-композиций, включая «Wienn» и «Srez», был выпущен в Великобритании 22 января 2001 года на лейбле PAUSE_2 Recordings в формате CD.
В России Reframing был переиздан 28 марта 2002 года на петербургском лейбле ChebuRec на дисках и кассетах. Считается первым случаем, когда работа российских электронных музыкантов сначала была выпущена на Западе, где получила признание, и только потом стала доступной на отечественном рынке. Переиздание включает четыре бонусных трека: ремикс на «Srez» от музыканта KLUtCh в стиле постэйсид, построк-ремикс группы РСР на «Radums», внежанровую интерпретацию «Wienn» от Tenzor, а также новую композицию EU под названием «Envep2».
Также оригинальный альбом был выложен на официальном аккаунте группы на сервисе Bandcamp.

## Список композиций
| №                   | Название            | Длительность |
| ------------------- | ------------------- | ------------ |
| 1.                  | «Wienn»             | 5:07         |
| 2.                  | «Cowl»              | 4:29         |
| 3.                  | «5h17m»             | 5:10         |
| 4.                  | «Lytop»             | 4:51         |
| 5.                  | «Loopmind»          | 5:06         |
| 6.                  | «Srez»              | 6:28         |
| 7.                  | «Envep»             | 6:01         |
| 8.                  | «Radums»            | 4:36         |
| Общая длительность: | Общая длительность: | 41:48        |

| №                   | Название                     | Длительность |
| ------------------- | ---------------------------- | ------------ |
| 9.                  | «Srez (KLUtCh Mix)»          | 5:15         |
| 10.                 | «Radums (PCP Post-Rock Mix)» | 5:40         |
| 11.                 | «Wienn (Tenzor Mix)»         | 5:16         |
| 12.                 | «Envep2 (Updated By EU)»     | 4:23         |
| Общая длительность: | Общая длительность:          | 1:02:31      |

## Критика
Альбом ещё до своего выхода получил положительные отзывы британских музыкальных изданий New Musical Express, The Face, Loaded, The Independent, Sleazenation, DJ Magazine и Rumore.
В апреле 2004 года в белорусском издании «Музыкальная газета» был опубликован обзор на переиздание. Автор написал, что Reframing — «не слепое подражание западным образцам. Но это тем более и не доморощенный российский субпродукт». Открывающий трек «Wienn» — «красивый гимн чудному саунд-гибриду IDM/ambient/electro/experimental». На «искусные и талантливые» аранжировки композиций «5h17m», «Srez» и «Radums» ложатся «интересные» мелодии. «Cowl» и «Envep» обладают «кривляющимися» или «ускользающими» мелодиями.
Главный редактор музыкального сайта «Проликсир» тоже отметил, что, несмотря на заимствования у зарубежных дуэтов ISAN, Autechre или Mouse on Mars, Reframing — «это совершенно уникальный „русский“ звук плюс совершенно неожиданные ауральные ходы, которые способны поразить самого привередливого слушателя». Причём самыми сильными композициями рецензент назвал «Wienn» и «Srez».